# Cyberpunk-ähnliche Genres
Seit dem Aufkommen des Cyberpunk-Genres haben sich eine Reihe von Cyberpunk-Ableger-Genres als eigenständige Subgenres in der Phantastik, insbesondere in der Science Fiction, etabliert. Diese Derivate müssen nicht unbedingt das digital und mechanisch ausgerichtete Setting des Cyberpunk teilen, sondern können auch andere futuristische oder sogar Retrofuturismus-Qualitäten aufweisen, die dem Cyberpunk entnommen sind oder ihm ähneln: eine Welt, die auf einer bestimmten Technologie aufbaut, die auf ein hochentwickeltes Niveau extrapoliert wird (dies kann sogar eine phantastische oder anachronistische Technologie sein, ähnlich wie beim Retrofuturismus), ein düsterer transreal urbaner Stil oder ein besonderer Ansatz für soziale Themen.
Steampunk, eines der bekanntesten dieser Subgenres, wurde als „eine Art technologischer Fantasy“ definiert; andere Genres in dieser Kategorie enthalten manchmal auch Aspekte der Science Fantasy und Historical Fantasy.

## Hintergrund
Der amerikanische Autor Bruce Bethke prägte den Begriff Cyberpunk in seiner gleichnamigen Kurzgeschichte aus dem Jahr 1983 und verwendete ihn als Bezeichnung für eine Generation von „Punk“-Jugendlichen, die sich von den Wahrnehmungen des Informationszeitalters inspirieren ließen. Der Begriff wurde schnell als Bezeichnung für die Werke von William Gibson, Bruce Sterling, John Shirley, Rudy Rucker, Michael Swanwick, Pat Cadigan, Lewis Shiner, Richard Kadrey und anderen übernommen. Der Science-Fiction-Autor Lawrence Person hat in seiner Definition des Postcyberpunks die Merkmale des Cyberpunk zusammengefasst (übersetzt):

„Klassische Cyberpunk-Charaktere waren ausgegrenzte, entfremdete Einzelgänger, die am Rande der Gesellschaft in allgemein dystopischen Zukünften lebten, in denen das tägliche Leben durch rasanten technologischen Wandel, eine allgegenwärtige Datasphäre computerisierter Informationen und invasive Veränderungen des menschlichen Körpers beeinflusst wurde.“

Der Cyberpunk-Stil beschreibt die Untergrund-Seite der digitalen Gesellschaft, die sich in den letzten beiden Jahrzehnten des 20. Die Cyberpunk-Welt ist eine Dystopie, d. h. sie ist die Antithese zu den utopischen Visionen, die in der Mitte des 20. Jahrhunderts in der Science-Fiction sehr häufig anzutreffen waren, z. B. in der Welt von Star Trek, obwohl sie einige dieser Utopien enthält. Sie wird manchmal allgemein als Cyberpunk-Fantasy oder Cyberfantasy definiert, ein Werk eines Fantasy-Genres, das sich mit dem Internet oder dem Cyberspace beschäftigt. Zu den bekanntesten Vertretern zählen William Gibson mit seinen stilistisch und thematisch höchst innovativen und unverwechselbaren Geschichten und Romanen und Bruce Sterling mit seiner theoretischen Ausarbeitung. Sterling definierte Cyberpunk später als „eine neue Art der Integration“. Die Überschneidung von Welten, die formal getrennt waren: das Reich der Hightech und der modernen Untergrundkultur.
Die Relevanz des Cyberpunk als Genre für die Punk-Subkultur ist umstritten und wird durch das Fehlen einer definierten „Cyberpunk“-Subkultur weiter erschwert. Autor David Brin argumentiert, dass Cyberpunk die Science-Fiction für die Mainstream-Medien und die bildende Kunst im Allgemeinen attraktiver und profitabler machte.

## Futuristische Genres

### Biopunk

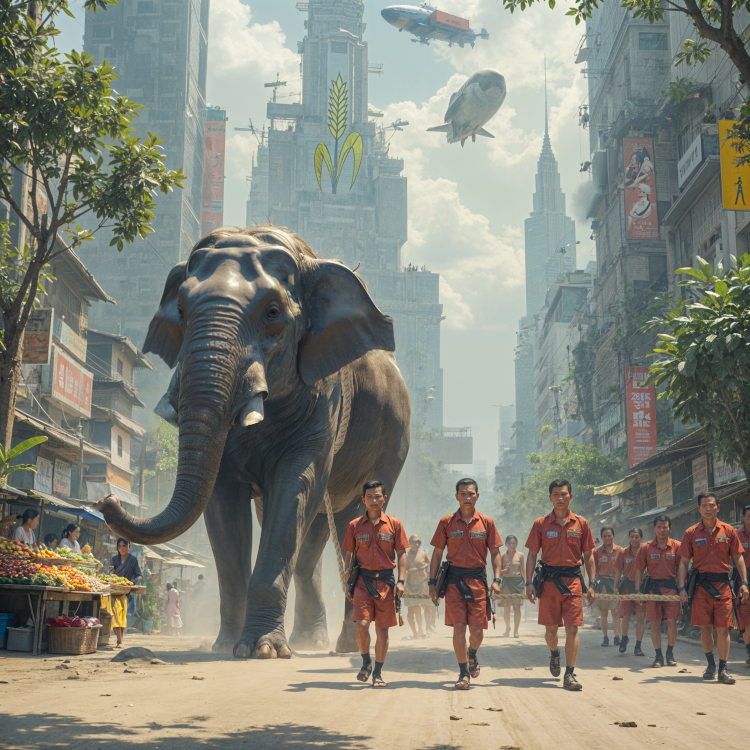
Illustration der Welt von Biokrieg, einem der definierendsten Werke des Genres Biopunk.

Häufig werden im Biopunk Themen aus dem Bereich der Biotechnologie, wie gentechnische und zellbiologischen Veränderungen (inklusive Erbgutveränderungen bzw. Genome Editing), synthetische Lebensformen, Pandemien oder Epidemie, sowie durch Parasiten, Viren oder andere Organismen bedingte Dystopien. In diesem Science Fiction Genre, das vom Genre Cyberpunk abgeleitet wurde und größtenteils dem Dark Future zugehörig ist, werden oft dunkle Seiten von Biotechnologien mit ihren möglichen Auswirkung auf Betroffene und Gesellschaften thematisiert. Biohacker und mächtige unethische Megaunternehmen einer zukünftigen Bioökonomie spielen darin meist eine Rolle.
Biopunk als Begriff wurde erstmals im Roman Ribofunk von Paul Di Filippo erwähnt, der als eins der literarischen Hauptwerke des Subgenres gilt. Weitere Werke des Genres sind Biokrieg (2009) von Paolo Bacigalupi
und BIOS von Daniel Suarez (2017). In ersterem hungern große Teile der Weltbevölkerung, die von genetisch veränderten Lebensmitteln von Megakonzernen abhängig sind, mit Ausnahme von Thailand, das noch über viables Saatgut verfügt und sich erfolgreich vor häufigen künstlichen Seuchen schützt.

### Postcyberpunk
Postcyberpunk umfasst neuere Cyberpunk-Werke, die mit verschiedenen Ansätzen des Genres experimentieren. Oft halten solche Werke an zentralen futuristischen Elementen des Cyberpunk fest – wie menschliche Augmentation, allgegenwärtige Infosphären und andere fortschrittliche Technologie – verzichten aber auf die Annahme einer Dystopie. Wie bei allen Kategorien, die innerhalb der Science Fiction unterschieden werden, sind die Grenzen des Postcyberpunk jedoch wahrscheinlich fließend oder schlecht definiert. Oft werden Gesellschaftsaspekte in den Vordergrund gerückt, wodurch das Genre mehr dem Genre Social Science Fiction zugeordnet werden kann, als Cyberpunk.

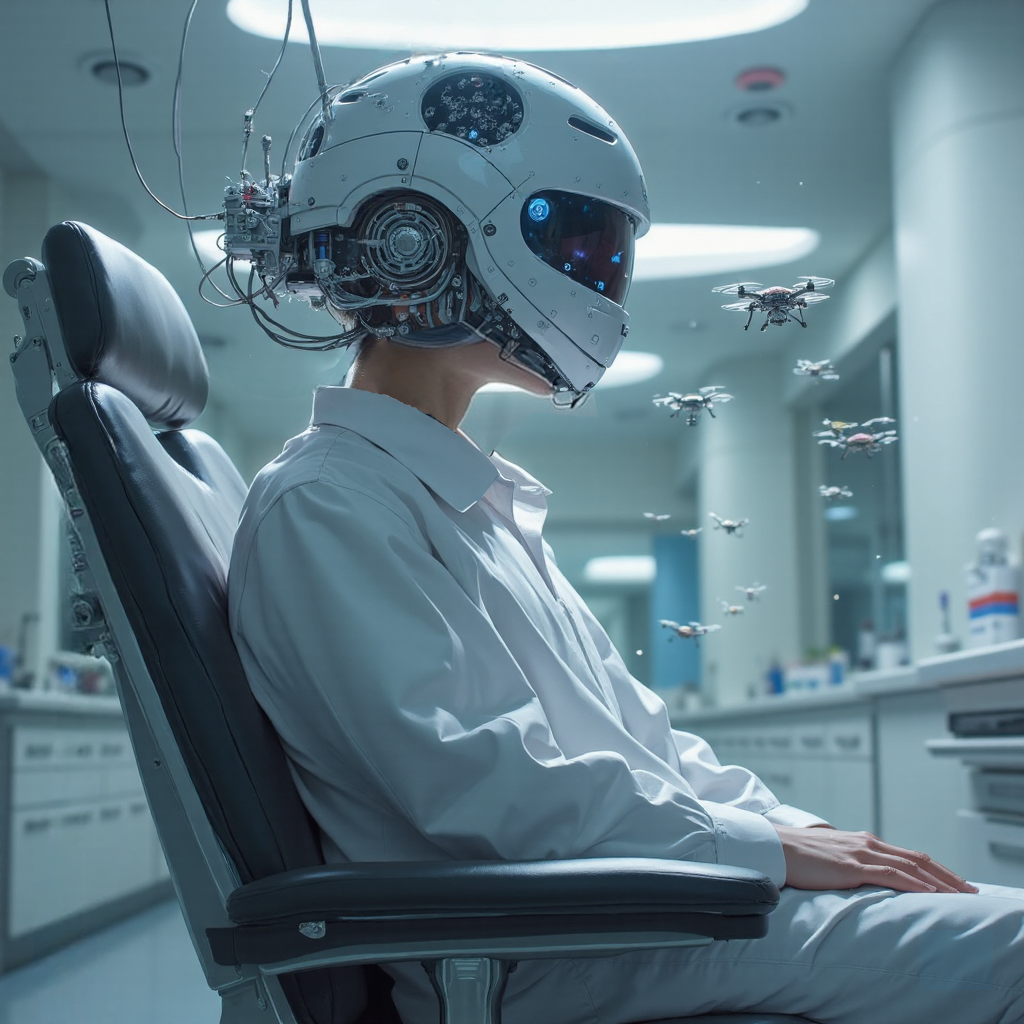
Typisch für Postcyberpunk-Werke sind Cyberpunk-ähnliche Welten die jedoch etwas zeitgemäßere und neutrale und gar größtenteils positive Zukunftsvisionen darstellen anstatt bloße Dystopien.

Man kann argumentieren, dass der Aufstieg der Cyberpunk-Literatur zu einer Zeit stattfand, als der Cyber noch als neu, fremd und mehr oder weniger seltsam für die Durchschnittsperson angesehen wurde. In diesem Sinne ist Post-Cyberpunk im Wesentlichen in Anerkennung der Idee entstanden, dass sich die Menschheit inzwischen an das Konzept des Cyberspace angepasst hat und einige Elemente des Cyberpunk nicht mehr als aus einer fernen Welt stammend betrachtet.
Als neue Autoren und Künstler begannen, mit Cyberpunk-Ideen zu experimentieren, entstanden neue Spielarten der Belletristik, die sich manchmal mit der Kritik an der klassischen Cyberpunk-Literatur auseinandersetzten. 1998 veröffentlichte Lawrence Person im Internetforum Slashdot einen Aufsatz, in dem er die Entstehung des Post-Cyberpunk-Genres erörtert (übersetzt):

„Die besten Cyberpunk-Geschichten vermittelten enorme kognitive Informationen über die Zukunft, indem sie (in bester ‚show, don't tell‘-Manier) die Interaktion ihrer Figuren mit den alltäglichen Kleinigkeiten ihrer Umgebung darstellten. In der Art und Weise, wie sie mit ihrer Kleidung, ihren Möbeln, ihren Decks und Spex interagierten, erzählten Cyberpunk-Charaktere mehr über die Gesellschaft, in der sie lebten, als es ‚klassische‘ SF-Geschichten durch ihre Interaktion mit Robotern und Raketenschiffen taten.
Postcyberpunk verwendet dieselbe Technik des immersiven Weltenaufbaus, hat aber andere Charaktere und Schauplätze und – was am wichtigsten ist – grundlegend andere Annahmen über die Zukunft. […] Sie leben in Zukünften, die nicht unbedingt dystopisch sind […] aber ihr Alltag ist immer noch vom raschen technologischen Wandel und einer allgegenwärtigen computerisierten Infrastruktur geprägt.“

Nachdem Cyberpunk in den Augen mancher zunehmend auf eine Formel reduziert wurde, übernahm Postcyberpunk die innovativere Rolle und griff verschiedene Themen im Zusammenhang mit unseren modernen sozioökonomischen Strukturen auf, indem er unter anderem neue zeitgemäße Paradigmen vorschlug und distanziertere, unvoreingenommenere Darstellungen von kybernetischen Gesellschaften hervorbringt.
Person plädiert für die Verwendung des Begriffs „Post-Cyberpunk“ für die von ihm oben beschriebene Art von Science-Fiction. Typische Post-Cyberpunk-Literatur befasst sich mit Themen, die mit einer „Welt beschleunigter technologischer Innovation und ständig zunehmender Komplexität in einer Weise zusammenhängen, die für unser tägliches Leben relevant ist“, während der Schwerpunkt weiterhin auf sozialen Aspekten innerhalb einer Post-Drittes-Industriezeitalter-Gesellschaft liegt, wie z. B. allgegenwärtigen Datensphären und Kybernetische Augmentierung des menschlichen Körpers. Im Gegensatz zum Cyberpunk können seine Werke eine Utopie darstellen oder Elemente beider Extreme zu einer relativ ausgereiften gesellschaftlichen Vision verschmelzen.
Rafael Miranda Huereca (2006) erklärt (übersetzt):

„In dieser fiktiven Welt wird die Einigkeit im Hive zu einem Macht-Mechanismus, der in seiner Kapillarform nicht von oben, sondern von innen ausgeführt wird. Dieser Mechanismus ist, wie Foucault bemerkt, eine Form der Macht, die ‚bis ins Innerste der Individuen reicht, ihre Körper berührt und sich in ihre Handlungen und Einstellungen, ihre Diskurse, Lernprozesse und ihren Alltag einfügt‘. In der Post-Cyberpunk-Unitopie wird ‚der Kapillarmechanismus‘, den Foucault beschreibt, wörtlich genommen. Die Macht berührt den Körper durch die Gene, injiziert Viren in die Venen, nimmt die Form von Pillen an und dringt durch ihre Überwachungssysteme ständig in den Körper ein; sie sammelt Proben von Körpersubstanz, liest Fingerabdrücke, liest sogar die ‚Abdrücke‘, die nicht sichtbar sind, die, die in den Genen codiert sind. Der Körper antwortet der Macht, er kommuniziert mit ihr, er liefert die Informationen, die die Macht benötigt, und empfängt auch ihr zukünftiges Verhalten als Teil seiner täglichen Routine. Noch wichtiger ist, dass die Macht den Körper nicht nur kontrolliert, sondern ihn auch nach ihren eigenen Zielen gestaltet, (re)produziert und (re)erschafft. So wird der menschliche Körper als Ergebnis der Veränderungen der Beziehungen zwischen Kommunikation und Macht neu geformt.“

Laut Huereca (2011) kann der Postcyberpunk neben den Themen seines Vorgängergenres auch Elemente des Nanopunk und des Biopunk kombinieren. Einige Postcyberpunk-Settings können verschiedene Arten von Augmentierungen haben, anstatt sich auf eine Art zu konzentrieren, während andere, ähnlich wie der klassische Cyberpunk, sich um eine einzige Art von Technologie wie Prothetik drehen können, wie in Ghost in the Shell. 2007 veröffentlichten die Autoren James Patrick Kelly und John Kessel aus San Francisco Rewired: The Post-Cyberpunk Anthology. Zu den bekanntesten Vertretern des Genres zählen einige Bücher von Greg Egan sowie die Bücher Backup von Cory Doctorow, Nexus von Ramez Naam, Daemon und Darknet von Daniel Suarez und Memories with Maya von Clyde D’Souza.

#### Cyberprep
Cyberprep ist ein Begriff mit einer ähnlichen Bedeutung wie Postcyberpunk. Eine Cyberprep-Welt geht davon aus, dass alle technologischen Fortschritte der Cyberpunk-Spekulation stattgefunden haben, aber das Leben ist utopisch und nicht düster und gefährlich. Da die Gesellschaft weitgehend freizeitorientiert ist, werden fortgeschrittene Körperverbesserungen für Sport, Vergnügen und Selbstverbesserung eingesetzt.
Das Wort ist ein Amalgam aus der Vorsilbe Cyber-, die sich auf Kybernetik bezieht, und preppy, was die Abgrenzung zu den punkigen Elementen des Cyberpunk widerspiegelt.

### Solarpunk

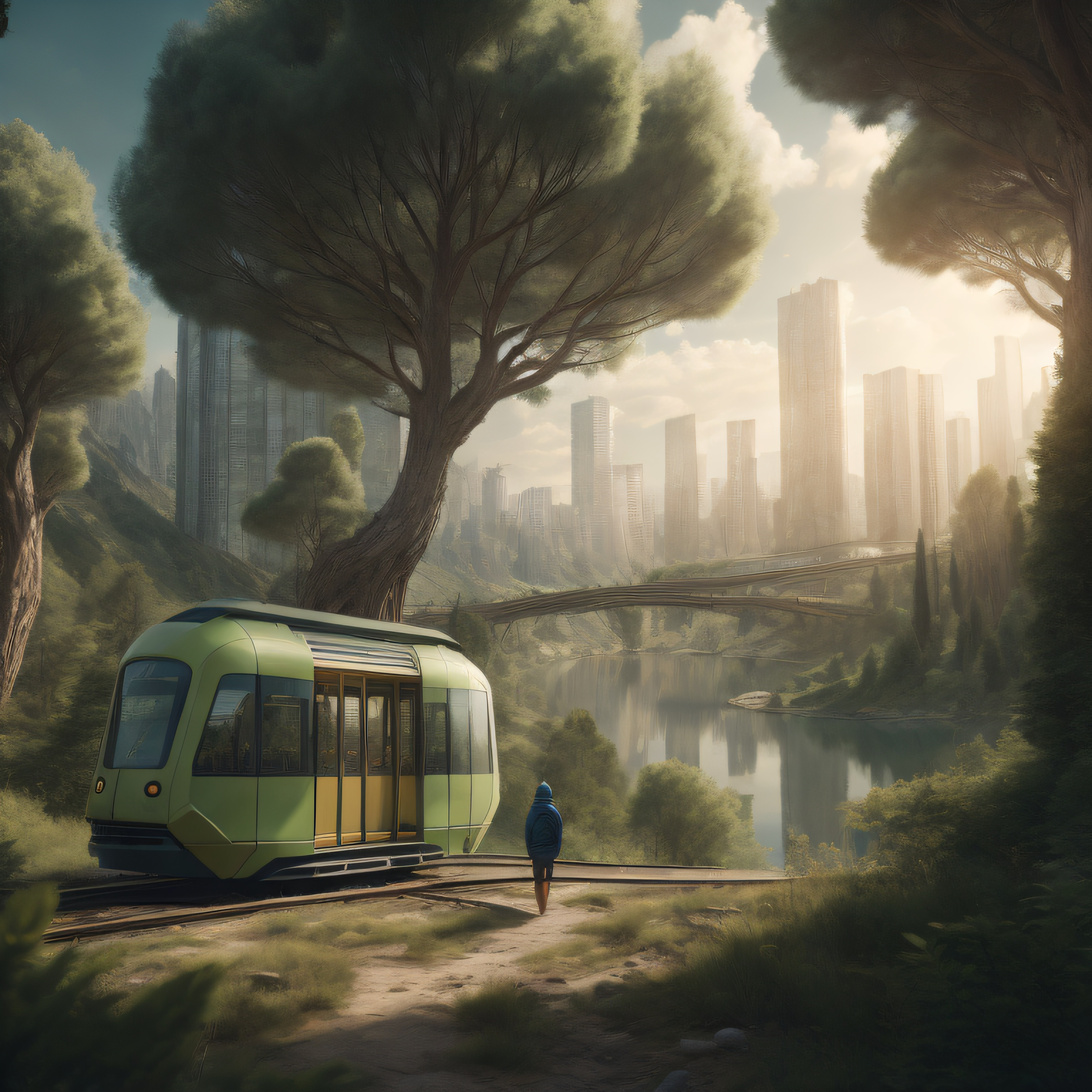
Solarpunk-Utopie mit grünen Städten mit nachhaltigem schnellem ÖV und nahen sauberen Seen

Solarpunk ist eine Bewegung, ein Subgenre und eine Alternative zur Cyberpunk-Literatur, die angesichts aktueller Probleme wie Klimawandel und Umweltverschmutzung sowie Bedenken hinsichtlich sozialer Ungleichheit optimistische Zukunftsvisionen fördert. Solarpunk-Literatur entwirft Zukunftsvisionen, die Umweltbelange mit unterschiedlichem Optimismus angehen. Es werden oft innovative infrastrukturelle Ideen den Bedenken über Zukunftsproblemen entgegengestellt. Es gibt einige Kurzgeschichtensammlungen, das Solarpunk Magazine, sowie Online-Communities etwa auf reddit. Zudem wurden in Klimafiktions-Büchern von Kim Stanley Robinson einige Solarpunk-Elemente aufgegriffen.

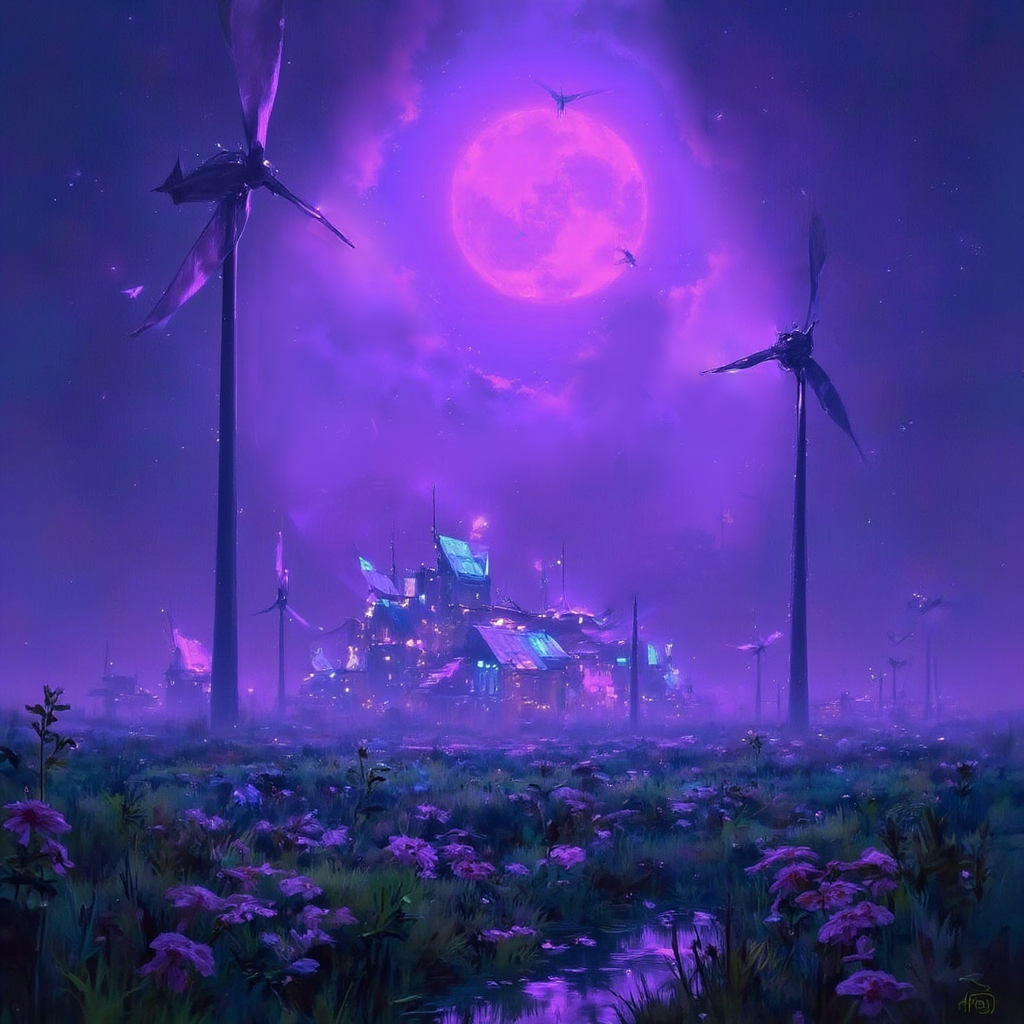
Beispiel für die Ästhetik von Lunarpunk und einige seiner Themen

### Lunarpunk
Lunarpunk ist ein Subgenre des Solarpunk mit einer düstereren aber ebenfalls utopischen Ästhetik. Es tendiert zur Fantasy und seine Charakteristika umfassen nächtliche Umgebungen – oft mit Biolumineszenz und violetten Farben, Spiritualität oder Okkultismus, grüne Städte, nachhaltige Technologien, und eine introspektivere Seite von Solarpunk Utopien.

### Cyber noir
Cyber noir ist eine noir-Geschichte, die in einem Cyberpunk-Setting angesiedelt ist.

### Nanopunk
Nanopunk konzentriert sich auf Welten, in denen theoretische Möglichkeiten der Nanotechnologie Realität sind, einschließlich etwa von Nanorobotik, insbesondere Nanobots im menschlichen Körper.
Es handelt sich um ein aufstrebendes Subgenre, das im Vergleich zu anderen Ableitungen des Cyberpunks noch wenig verbreitet ist. Das Genre ähnelt dem Biopunk, das sich auf die Nutzung von Biotechnologie, wie Nanobiotechnologie und Biorobotik, und nicht auf Nanotechnologie konzentriert und meist in einer näheren Zukunft spielt oder weniger fortschrittliche Technologien involviert als Nanopunk. Allerdings koexistieren wie im Biopunk Bio-, Nano- und Cyberware oft nebeneinander, im Gegensatz zu klassischen Cyberpunk-Settings, die dazu neigen, sich stark auf mechanische Cyberware zu konzentrieren. Eines der bekanntesten Beispiele für Nanopunk ist die Videospielserie Crysis. Das Buch Chasm City kann auch dem Genre zugeordnet werden.

## Retrofuturistische Genres
Als immer mehr Autoren begannen, sich mit Cyberpunk-Konzepten zu beschäftigen, entstanden neue Subgenres der Science-Fiction, die das Cyberpunk-Label nutzten und sich auf unterschiedliche Weise mit Technologie und ihren gesellschaftlichen Auswirkungen auseinandersetzten. Viele Abwandlungen des Cyberpunk sind retro-futuristisch: Sie interpretieren die Vergangenheit neu, entweder durch futuristische Visionen historischer Epochen (insbesondere der ersten und zweiten industriellen Revolution) oder durch die Darstellung neuerer Extrapolationen oder Übertreibungen der tatsächlichen Technologie dieser Epochen.

### Steampunk

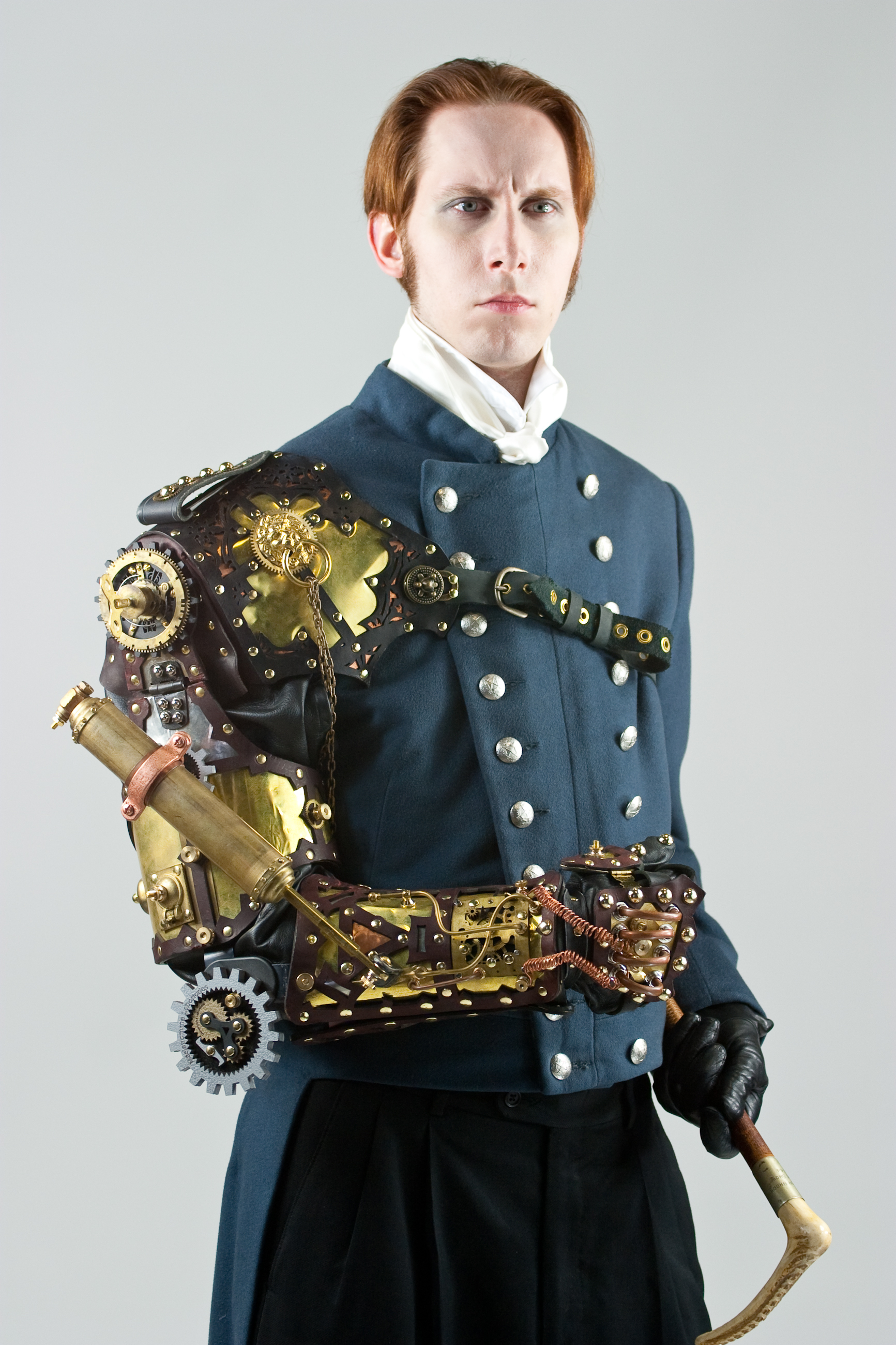
Kleidung im viktorianischen Stil mit einem mechanischen Steampunk-Arm

Steampunk ist ein retro-futuristisches Genre, das vom Dampfzeitalter der Industrialisierung beeinflusst ist und von der späten Regentschaftsära (1795–1837; Beginn der Industriellen Revolution) über die Viktorianische Ära (1837–1901) bis zur Belle Époque (1871–1914) reicht.
Der Begriff „Steampunk“ entstand 1987 als scherzhafte Anspielung auf einige Romane von Tim Powers, James P. Blaylock und K. W. Jeter. Als Gibson und Sterling 1990 mit ihrem gemeinsamen Roman „The Difference Engine“ in das Subgenre einstiegen, wurde der Begriff ebenfalls ernsthaft verwendet. Alan Moore und Kevin O’Neills Historische Fantasy-Comic-Reihe „Die Liga der außergewöhnlichen Gentlemen“ aus dem Jahr 1999 (und die darauffolgende Verfilmung von 2003) machten das Steampunk-Genre populär und trugen dazu bei, es in die Mainstream-Literatur zu katapultieren. Um 2007 wurde der Begriff gebräuchlicher und bezeichnete nun auch einen Kleidungsstil und eine Subkultur.
Die unmittelbarste Form der Steampunk-Subkultur ist die Fangemeinde, die das Genre umgibt. Andere gehen darüber hinaus und versuchen, eine „Steampunk“-Ästhetik in Mode, Wohnkultur und sogar Musik zu verkörpern. Diese Bewegung kann auch (vielleicht treffender) als „Neo-Viktorianismus“ bezeichnet werden, der die Verschmelzung viktorianischer ästhetischer Prinzipien mit modernem Empfinden und modernen Technologien darstellt. Dieses Merkmal zeigt sich besonders deutlich in der Steampunk-Mode, die dazu neigt, Punk-, Gothic- und Rivet-Stile, wie sie durch die viktorianische Ära gefiltert wurden, zu synthetisieren. Als Objektstil nimmt Steampunk ausgeprägtere Merkmale an, indem verschiedene Handwerker moderne Geräte zu einem pseudo-viktorianischen mechanischen „Steampunk“-Stil umbauen. Ziel solcher Neugestaltungen ist die Verwendung geeigneter Materialien (wie poliertem Messing, Eisen und Holz) mit Designelementen und Handwerkskunst, die der viktorianischen Ära entsprechen.

### Dieselpunk

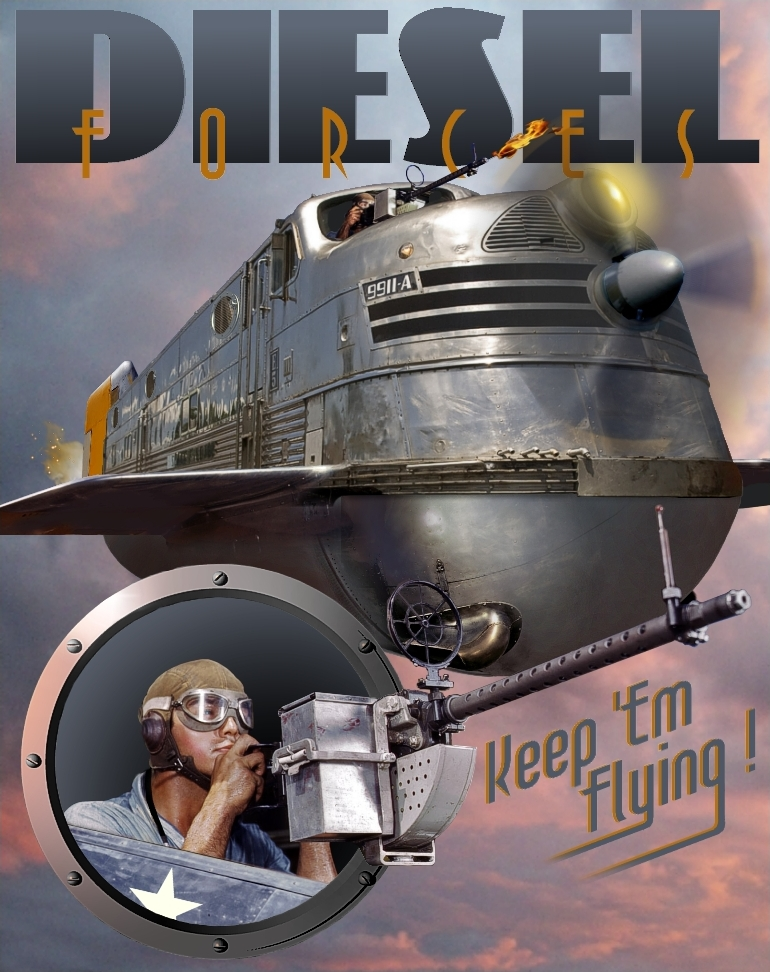
Dieselpunk

Dieselpunk ist ein Genre und ein Kunststil, der auf der Ästhetik der Zwischenkriegszeit bis zum Ende des Zweiten Weltkriegs und in den 1950er Jahren basiert, als der Diesel die Dampfmaschine verdrängte. Der Stil vereint die künstlerischen und Genre-Einflüsse der damaligen Zeit (darunter Pulp-Magazine, Serienfilme, Film Noir, Art déco und Pin-ups aus Kriegszeiten) mit retro-futuristischer Technologie und postmoderne Sensibilitäten.
Der Begriff wurde 2001 vom Spieledesigner Lewis Pollak als Marketingbegriff für sein Rollenspiel „Children of the Sun“ geprägt. Dieselpunk hat sich seitdem zu einem eigenständigen Stil in der bildenden Kunst, Musik, Film, Belletristik und Technik entwickelt.
Beispiele hierfür sind die Filme „Iron Sky“ (2012), „Captain America: The First Avenger“ (2011), „The Rocketeer“ (1991), „K-20: Legend of the Mask“ (2008), „Sky Captain and the World of Tomorrow“ (2004) und „Dark City“ (1998); Videospiele wie die „Crimson Skies“-Reihe, die „Fallout“-Reihe, „Greed Corp“, „Gatling Gears“, „Skullgirls“, die Wolfenstein-Reihe, Iron Harvest und Final Fantasy VII; und Fernsehsendungen wie „Die Legende von Korra“.

#### Decopunk
Decopunk ist eine neuere Form des Dieselpunk, die sich auf die Kunststile Art déco und Streamline Moderne konzentriert. Weitere Einflüsse sind der Film „Metropolis“ von 1927 sowie das Ambiente amerikanischer Städte wie New York, Chicago und Boston aus der Zeit zwischen den 1920er und 1950er Jahren.
Die Steampunk-Autorin Sara M. Harvey prägte den Begriff „Decopunk“ als „glänzender als Dieselpunkt“. genauer gesagt ist Dieselpunk „eine düstere Version von Steampunk, die in den 1920er-1950er-Jahren spielt“ (also in der Kriegszeit), während Decopunk „die glatte, glänzende, sehr Art-Deco-artige Version ist; dieselbe Zeitspanne, aber alles ist Chrom!“
Die wohl bekanntesten Beispiele dieses Genres sind Spiele wie die ersten beiden Titel der BioShock-Reihe und Skullgirls; Filme wie „Dick Tracy“ (1990), „Rocketeer“ (1991), „The Shadow“ (1994) und „Dark City“ (1998); Comics wie „The Goon“; und der Zeichentrickfilm „Batman: The Animated Series“, der neben modernen Elementen wie der Verwendung von VHS-Kassetten auch Neo-Noir-Elemente enthielt.

### Atompunk

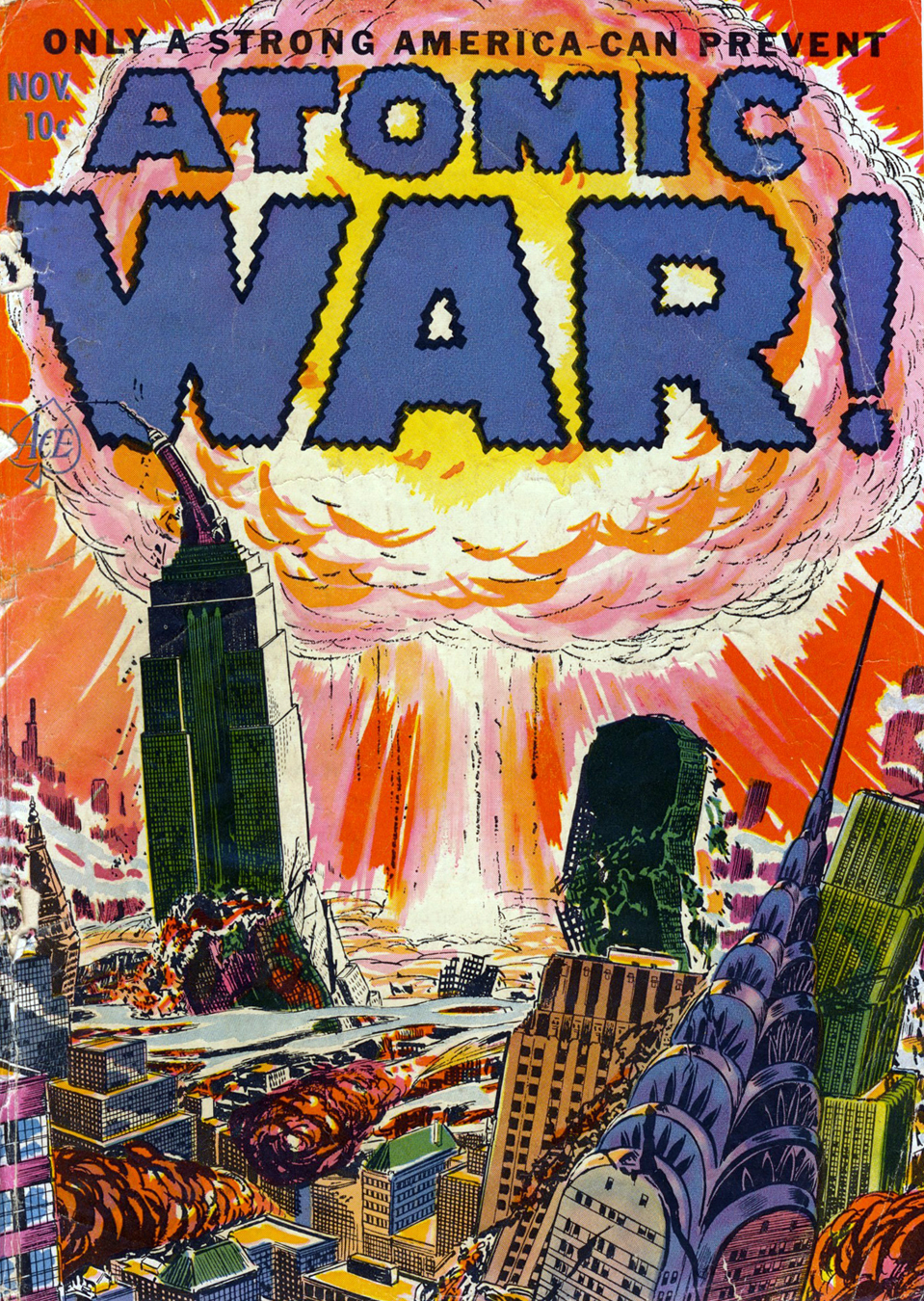
Cover der Nummer-1-Ausgabe von „Atomic War“, November 1952

Atompunk (auch bekannt als Atompunk) bezieht sich auf die Zeit vor dem digitalen Zeitraum von 1945 bis 1969, einschließlich der Mid-century Modern, des Atomzeitalters, des Jet-Zeitalters und des Weltraumzeitalters; des Kommunismus, der neosowjetischen Stils und der frühen Spionage im Kalten Krieg, zusammen mit der antikommunistischen und der Roten Angst-Paranoia in den Vereinigten Staaten; des Underground-Kinos; der Googie-Architektur; Sputnik und das Weltraumrennen; Silberzeitalter Comics und Superheldenliteratur; und der Aufstieg des amerikanischen militärisch-industriellen Komplexes.
Die Ästhetik tendiert zu Populuxe und Raygun Gothic, die eine retro-futuristische Weltsicht beschreiben. Die meisten Science-Fiction-Werke dieser Zeit zeichneten sich durch eine Ästhetik aus, die spätere Atompunk-Werke beeinflusste oder inspirierte. Zu diesen Vorläufern des Atompunks zählen Science-Fiction-Filme der 1950er Jahre (einschließlich, aber nicht beschränkt auf B-Movies), die Sean-Connery-Ära des James-Bond-Franchise, Dr. Seltsam, Star Trek, The Twilight Zone, The Outer Limits, The Avengers, frühe Doctor Who-Folgen, The Man from U.N.C.L.E., Batman, The Green Hornet, Die Jetsons, Jonny Quest, „Thunderbirds“, „Speed Racer“ und einige Comics aus der Silver Age.
Beispiele für Atompunk in populären Medien, die seit dieser Zeit veröffentlicht wurden, sind Fernsehserien wie „Dexters Labor“, „Die Powerpuff Girls“, „Venture Bros“, „Archer“ und die Webserie „The Mercury Men“; Comics wie „Ignition City“ und Atomic Age; Filme wie „Flucht ins 23. Jahrhundert“ (1976), Die Unglaublichen (2004), Der Gigant aus dem All (1999), Indiana Jones und das Königreich des Kristallschädels (2008), Der Mann von U.N.C.L.E. (2015), X-Men: Erste Entscheidung (2011), und Men in Black 3 (2012); Videospiele wie Destroy All Humans! (2005), die Fallout-Reihe, Atomic Heart (2023), und The Invincible (2023); und Büchern wie Adam Christophers Roman „The Age Atomic“.

## Weitere vorgeschlagene Genres
Das „GURPS“-Rollenspiel „Steampunk“ verwendet zahlreiche Begriffe zur Beschreibung anachronistischer Technologien und Settings, darunter Clockpunk (Renaissance-Technologie) und Transistorpunk (Atomzeitalter-Technologie) – letzterer ist analog zu Atompunk. Diese Begriffe wurden außerhalb von „GURPS“ kaum verwendet.

### Hopepunk
Hopepunk ist eine Bezeichnung für sehr optimistische oder positive Zukunftsbilder, worunter auch Werke des Cyberprep und Solarpunk fallen können. Es ist das Gegengenre zu Grimdark.

### Stonepunk
Der Begriff Stonepunk wird für bestimmte Werke verwendet, in denen Charaktere neolithische Technologie verwenden, wie zum Beispiel das 2017 Videospiel „Horizon Zero Dawn“.

### Clockpunk
Clockpunk, ähnlich wie Steampunk, konzipiert die Frühe Neuzeit (16.–18. Jahrhundert) um und integriert retro-futuristische Technologie. Dabei werden oft die Wissenschaft der Renaissance dargestellt und Technologie basierend auf Uhrwerken, Zahnrädern und da vincianischen Maschinenentwürfen. Solche Designs ähneln „Mainspring“ von Jay Lake, und „Whitechapel Gods“ von S. M. Peters.
Der Begriff wurde durch das Rollenspielsystem „GURPS“ im Quellenbuch „GURPS Steampunk“ geprägt. Beispiele für Clockpunk sind „The Blazing World“ von Margaret Cavendish; Astro-Knights Island im nichtlinearen Spiel Poptropica; das Clockwork Mansion-Level von Dishonored 2; die 2011 erschienene Filmversion von Die drei Musketiere; die Fernsehserie Da Vinci's Demons; sowie die Videospiele Thief: The Dark Project, Syberia und Assassin's Creed 2. Ian Tregilliss Buch „The Mechanical“ bezeichnet sich selbst als Clockpunk-Literatur. Die Settings der Warhammer Fantasy Battles von Games Workshop, insbesondere das Imperium und die Zwerge, repräsentieren Clockpunk. „Alita: Battle Angel“ (2019), basierend auf dem Manga „Battle Angel Alita“, ist größtenteils Cyberpunk, aber seine Maschinen enthalten manchmal Elemente von Clockpunk.
Für manche ist Clockpunk ‚Steampunk ohne Dampf‘.

### Nowpunk
Nowpunk spielt in gegenwärtigen Settings oder in sehr naher Zukunft, behandelt jedoch Subjekte futuristischer Science Fiction, insbesondere neueste Informationstechnologien. Es hat daher Überschneidungen mit dem Tech-Thriller-Genre. Bruce Sterling beschrieb seinen 2004 erschienenen Roman „The Zenith Angle“, der die Geschichte eines Hackers erzählt, dessen Leben durch die Anschläge vom 11. September verändert wird, als „Nowpunk“. Die Entwickler des Computerspiels „Neo Cab“ verwendeten denselben Begriff, um sich selbst zu beschreiben. Das Computerspiel Watch Dogs, und die Bücher „Little Brother“ von Cory Doctorow und „Pattern Recognition“ von William Gibson könnten weitere Beispiele sein.

### Raypunk
Raypunk (abgeleitet von „Raygun Gothic“) ist ein eigenständiges (Sub-)Genre, das sich mit Szenarien, Technologien, Wesen oder Umgebungen beschäftigt, die sich stark von allem unterscheiden, was hier auf der Erde oder in der Wissenschaft bekannt oder möglich ist. Es behandelt Weltraum-Surrealismus, Parallelwelten, außerirdische Kunst, technologische Psychedelia, nicht-standardisierte „Wissenschaft“, alternative oder verzerrte/verdrehte Realität und so weiter.
Es ist ein Vorgänger von Atompunk mit ähnlichen „kosmische“ Themen, aber meist ohne explizite Atomkraft oder definitive Technologie. Es zeichnet sich auch dadurch aus, dass es einen eher archaischen/schematischen/künstlerischen Stil hat und seine Atmosphäre düsterer, obskurer, kitschiger, seltsamer, mysteriöser, verträumter, dunstiger oder ätherischer ist (Ursprünge vor 1880–1950), parallel zu Steampunk und Dieselpunk.
Obwohl die ursprüngliche Serie „Star Trek“ ursprünglich nicht als solche konzipiert war, erinnert ihre Ästhetik stark an Raypunk. Beispiele für Raypunk sind die Comic-Reihe „The Manhattan Projects“, der Animationsfilm „Der phantastische Planet“ (La Planète Sauvage) sowie die Comics und Serien von Buck Rogers und Flash Gordon aus der Zeit vor dem Zweiten Weltkrieg.